# Shigutang
Shigutang  är en köping i sydöstra Kina. Den ligger i Yingde i staden Qingyuan i provinsen Guangdong, omkring 140 kilometer norr om provinshuvudstaden Guangzhou. Antalet invånare är 30 907. Befolkningen består av 15 007 kvinnor och 15 900 män. Barn under 15 år utgör 17,0 %, vuxna 15-64 år 72 %, och äldre över 65 år 9,0 %.